# Norte da Louisiana

Norte da Louisiana mostrada no mapa na cor marrom

O Norte da Lousiana (francês:  Louisiane du Nord) é uma região no estado americano da Louisiana. A região possui duas áreas metropolitanas: a Região metropolitana de Shreveport-Bossier City e a Região metropolitana de Monroe.
A porção noroeste é culturalmente e economicamente ligada ao Nordeste do Texas e ao Sudoeste do Arkansas. Combinadas, as regiões formam a região conhecida como Ark-La-Tex. Outra região formada por partes de Louisiana, Sudeste do Arkansas e Noroeste do Mississippi formam o Ark-La-Miss.

## Paróquias (condados)
- Bienville
- Bossier
- Caddo
- Caldwell
- Caliborne
- De Soto
- East Carroll
- Franklin
- Jackson
- Lincoln
- Madinson
- Morehouse
- Ouachita
- Red River
- Richland
- Sabine
- Tensas
- Union
- Webster
- West Carroll
- Winn